# Гайки (Волынская область)
Гайки́ (укр. Гайки) — село в Овадновской сельской общине Владимирского района Волынской области Украины.
До 2020 года входило в Турийский район.
Код КОАТУУ — 0725580801. Население по переписи 2001 года составляет 211 человек. Почтовый индекс — 44836. Телефонный код — 3363. Занимает площадь 1,062 км².